# NGC 658
NGC 658 is een spiraalvormig sterrenstelsel in het sterrenbeeld Vissen. Het hemelobject werd op 27 november 1880 ontdekt door de Franse astronoom Édouard Jean-Marie Stephan.

## Synoniemen
- PGC 6275
- UGC 1192
- MCG 2-5-9
- ZWG 437.9
- IRAS01394+1220